# فريدريك ك. وليامز
فريدريك ك. وليامز (بالإنجليزية: Frederick C. Williams)‏ هو سياسي أمريكي، ولد في 10 سبتمبر 1855 في إيرلفيل في الولايات المتحدة، وتوفي في 6 مارس 1940 في مقاطعة بوت في الولايات المتحدة. حزبياً، نشط في الحزب الجمهوري.